# Friederike Becht
Pour les articles homonymes, voir Becht.
Friederike Becht (née le 14 octobre 1986 à Bad Bergzabern) est une actrice allemande.

## Biographie
Becht étudie à l'Université des arts de Berlin. Elle travaille comme actrice au Théâtre Ernst Deutsch, à la Schauspielhaus (Zurich), au Berliner Ensemble et au Stadttheater Freiburg (de).
Elle connaît son premier succès d'importance en 2007 dans son rôle de Thekla dans la pièce Wallenstein de Peter Stein, jouée au Berliner Ensemble.
En 2009-2010, elle travaille au Schauspiel Essen (de), puis, plus tard, au Schauspielhaus Bochum.
Becht tient également des rôles à la télévision et au cinéma. Elle partage avec Barbara Sukowa le rôle d'Hannah Arendt dans le film de 2012 dédié à cette dernière.
Elle tient l'un des rôles principaux dans la série télévisée Le Parfum (2018-).

## Famille
Friederike Becht a un fils et une fille avec Sebastian Rabsahl (de).

## Filmographie partielle

### Au cinéma
- 2008 : The Reader de Stephen Daldry
- 2013 : Hannah Arendt de Margarethe von Trotta
- 2014 : Le Labyrinthe du silence de Giulio Ricciarelli
- 2017 : Vengeance à quatre mains d'Oliver Kienle

### À la télévision
- 2017 : The Same Sky (téléfilm en trois parties)
- 2018 : Le Parfum (série télévisée)
- 2019 : Sechs auf einen Streich (téléfilm)
- 2019 : Brecht (téléfilm biographique en deux parties) de Heinrich Breloer : Marianne Zoff

## Prix et distinctions
- 2014 : Prix théâtral Bochumer[2]
- 2015 : Prix Ulrich Wildgruber[6]